# Bromobenzeno
Bromobenzenos são um grupo de halobenzenos formados em uma reação de substituição entre bromo e benzeno com brometo de hidrogênio como subproduto. O nome estritamente se refere ao monobromobenzeno, uma molécula de benzeno com um único átomo de bromo; entretanto, genericamente, pode ser usado para referir-se a uma molécula com anel benzênico contendo qualquer número de átomos de bromo. O monobromobenzeno é um líquido claro amarelo pálido.

## Questões legais
O bromobenzeno é um produto químico controlado pelo Departamento de Polícia Federal do Brasil.

## Segurança
É uma substância utilizada em serviços de saúde que reage com embalagens de polietileno de alta densidade (PEAD).